# کانال پوینت (فلوریدا)
کانال پوینت (به انگلیسی: Canal Point) یک منطقهٔ مسکونی در ایالات متحده آمریکا است که در شهرستان پام بیچ، فلوریدا واقع شده‌است. کانال پوینت ۴٫۰ کیلومتر مربع مساحت و ۵۲۵ نفر جمعیت دارد و ۴ متر بالاتر از سطح دریا قرار دارد.